# Mairé-Levescault
Mairé-Levescault is een gemeente in het Franse departement Deux-Sèvres (regio Nouvelle-Aquitaine) en telt 505 inwoners (1999). De plaats maakt deel uit van het arrondissement Niort.

## Geografie
De oppervlakte van Mairé-Levescault bedraagt 17,6 km², de bevolkingsdichtheid is 28,7 inwoners per km².
De onderstaande kaart toont de ligging van Mairé-Levescault met de belangrijkste infrastructuur en aangrenzende gemeenten.

## Demografie
Onderstaande figuur toont het verloop van het inwonertal (bron: INSEE-tellingen).

1. ↑  Populations de référence 2022.